# Glucosaminilgalattosilglucosilceramide beta-galattosiltransferasi
La glucosaminilgalattosilglucosilceramide beta-galattosiltransferasi è un enzima appartenente alla classe delle transferasi, che catalizza la seguente reazione:
UDP-galattosio + N-acetil-β-D-glucosamminil-(1→3)-β-D-galattosil-(1→4)-β-D-glucosil-(1↔1)-ceramide ⇄ UDP + β-D-galattosil-(1→3)-N-acetil-β-D-glucosamminil-(1→3)-β-D-galattosil-(1→4)-β-D-glucosil-(1↔1)-ceramide